# Agua Prieta
Agua Prieta és una ciutat mexicana a l'estat de Sonora situada a la frontera nord de Mèxic. La seva fundació va ser el 1899, reconeixent-se com a ciutat a partir de 1942. El nom prové de la paraula ópata bachicuy, que significa “aigües negres”. Això a causa que en el lloc, l'aigua on els ramaders de finals del segle xix abeuraven el seu bestiar es tornava tèrbola en fer-ho, a causa de la naturalesa del terreny.
La ciutat és capçalera del municipi homònim. El municipi té una població de 79.138 habitants, que representen el 3% de la població de Sonora i la converteix a la setena ciutat més poblada d'estat. Cap al nord limita amb la ciutat de Douglas, Arizona.

## Història

### Fundació
Agua Prieta, data de 1898; s'ha dit que aquest toll va ser part d'un extens llac que va existir prop d'aquesta regió, aproximadament a 30 quilòmetres al nord de Douglas, el qual contenia aigua salada i que en evaporar-se va deixar en el terrè residus alcalins, carbonat de sodi, alcalí negre, sulfat de calci i clorat de sodi i que precisament en ser regirada la seva aigua canviava de color a tal punt que rebia el nom de Bachicuy. Aviat el poblat es va convertir en Comissaria de Fronteras, Sonora.
Els primers pobladors van ser persones que es van emprar per treballar en la companyia minera Phelps and Dodge Copper Co., que tenia la seva seu a Douglas, Arizona, que fa frontera amb Agua Prieta. En començar a ser construïda la via del ferrocarril per transportar fàcilment el mineral extret a Nacozari cap a la fosa de Douglas, va començar a arribar gent de diverses poblacions veïnes tals com a Fronteraes, Esqueda, Bacerac, Bavispe i altres. Va començar així a fer-se aparent cert moviment a causa de la importància que anava adquirint la fronterera ciutat de Douglas, on també era fàcil trobar ocupació, sent més barat viure d'aquest costat de la frontera.
El 28 d'agost de 1903 es va concretar la donació del fons legal mitjançant un conveni del Govern de l'Estat i Don Pedro Camou, propietari d'aquests terrenys. Tretze anys després, va deixar de ser Comissaria depenent del Municipi de Fronteras per convertir-se en Municipi independent sent el seu primer President Municipal el senyor Rodolfo L. Márquez. El 8 de maig de 1933 la població va ascendir a la categoria de Vila, sent el 6 de novembre de 1942 quan va aconseguir la categoria de Ciutat.

### Època de Revolució
Aquí es van escriure glorioses pàgines de la lluita social més transcendent de Mèxic, com el va ser la Revolució Mexicana, i aquí van combatre pels seus ideals importants revolucionaris com Álvaro Obregón, Pancho Villa, Venustiano Carranza, Lázaro Cárdenas del Río i particularment Plutarco Elías Calles, qui abans havia estat mestre i comissari, quan aquest centre de població depenia del municipi de Fronteras.
La participació d'Agua Prieta en el moviment armat que es va iniciar el 1910, és summament important i significativa, ja que aquest lloc es va veure convertit, per molts motius, en un punt important pels més destacats homes de la Revolució. No hem de perdre de vista que quan Venustiano Carranza va arribar a Sonora completament desanimat i derrotat, va anar aquí on se'l va rebre com tot un personatge. Va ser Sonora qui li va donar a Carranza alens, diners, aliments, armes i fins a homes perquè seguís amb la seva lluita i arribés a la Presidència de la República.
Plutarco Elías Calles qui va ocupar el lloc de comissari d'Agua Prieta, va convertir a aquest lloc en un punt estratègic i va ser aquí on va propinar al general Francisco Vila i la seva famosa Divisió del Nord una fragorosa derrota quan el “Centauro” va voler prendre aquesta plaça l'1 de novembre de 1915. Vila va deixar en el camp de batalla 223 morts i es va emportar a més de 300 ferits. El saldo dels defensors de la plaça va ser de 42 morts i 75 ferits, 12 d'aquests morts eren civils que no van prendre part en la lluita però que van ser afectats per l'atac enemic.

### El Pla d'Agua Prieta
El Pla d'Agua Prieta, va ser un manifest polític signat a la ciutat d'Agua Prieta, el 23 d'abril de 1920, pel governador de l'estat de Sonora, Adolfo de l'Horta i per Plutarco Elías Calles, en suport a Álvaro Obregón, amb l'objecte principal d'obtenir el cessament en la presidència de la República de Venustiano Carranza. Va iniciar una revolució en contra d'aquest, el qual es va veure obligat a fugir de la capital mexicana i va resultar mort un mes més tard. El Pla d'Agua Prieta va usar com a bandera política la Constitució de 1917, vulnerada per Carranza. Propugnava a més la convocatòria d'eleccions, nomenava a Huerta cap suprem de l'Exèrcit constitucionalista i dictava les normes per triar un president provisional, resultant distingit Adolfo de l'Huerta com a tal, pel Congrés en el mes de juny.

## Geografia

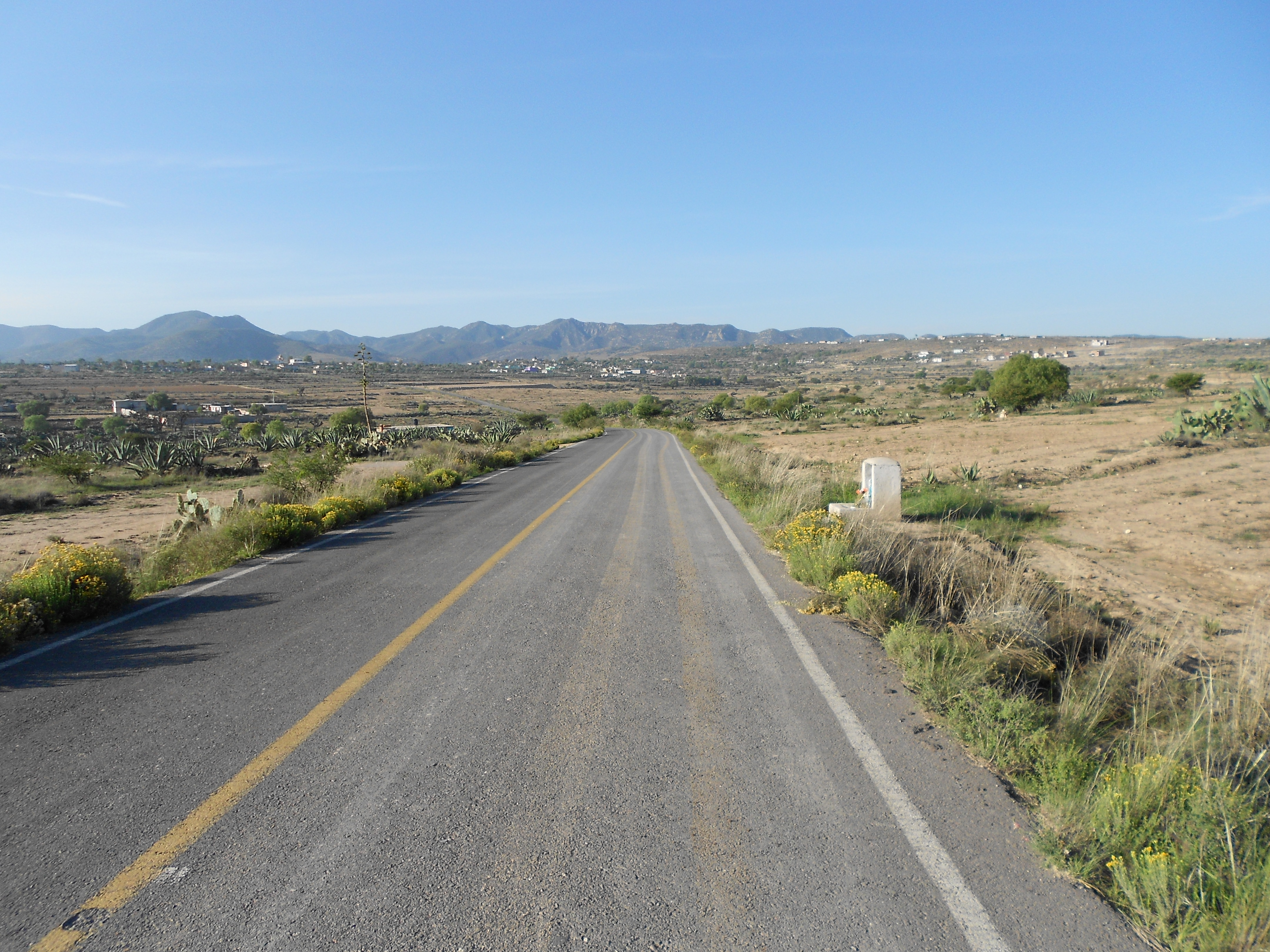
Vista des de la carretera cap a la ciutat d'Agua Prieta.

Està situada en el nord-est de Sonora i té frontera amb Douglas, Arizona als Estats Units i amb el municipi de Janos a Chihuahua a través de la Carretera Federal 2. Dins de Sonora a l'oest amb el municipi de Naco; al sud amb els de Bavispe i Nacozari de García i al sud-est amb el de Fronteras.
El seu territori és generalment muntanyenc, situat entre els contraforts de la Serra Mare i el sistema orogràfic que es desprèn d'aquesta en direcció oest, l'eix dominant del qual es troba en la línia divisòria internacional, amb mitjana d'altura d'1.200 metres sobre el nivell del mar; les seves regions muntanyenques més notables són les d'Agua Prieta, Sant Bernardino, de Guadalupe, Gallardo, Putaicachi, La Cabullona, San Luis i Xitahueta.
Se situa en la conca del riu Yaqui. El rierol Punta de Agua, que neix en la serra de San José, al municipi de Naco, penetra al seu territori, continuant cap a l'est fins a unir-se al riu Agua Prieta; aquest i el rierol Cajon Bonito s'uneixen al riu Batepito, el qual segueix cap al sud, per descarregar en el riu Bavispe.
El clima predominant en el municipi és de tipus temperat, la temperatura mitjana mensual màxima és de 27.3 graus Celsius en els mesos de juny i juliol i la mitjana mensual mínima és de 7.4 graus Celsius en els mesos de desembre i gener; la temperatura mitjana anual és de 17 graus Celsius.

## Demografia
D'acord amb els resultats del Cens de Població i Habitatge 2010 de l'Institut Nacional d'Estadística i Geografia (INEGI), el municipi d'Agua Prieta té 79,138 habitants, 187 en El Rusbayo, 265 en Colònia Morelos i 77.254 en Agua Prieta, amb una edat mitjana de 24 anys. La ciutat d'Agua Prieta és la setena més poblada en l'estat de Sonora, encara que a més s'estima una gran quantitat de població flotant, a causa de la gran quantitat de persones que busquen creuar cap als Estats Units.

## Govern
La seu del govern municipal es troba a la ciutat d'Agua Prieta. L'exercici governamental recau en el President Municipal, un Síndic, quatre regidors de majoria relativa i dos de representació proporcional, electes cada 3 anys. La ciutat és seu a més del Districte VII dels districtes electorals de l'estat de Sonora, amb representació al Congrés de l'Estat de Sonora. Aquest districte és encapçalat actualment (període 2015-2018) per Carlos Manuel Fú Salcido del Partit Acció Nacional.
Aigua Prieta és també part de l'II Districte Electoral Federal de Sonora de la Cambra de diputats del Congrés de la Unió de Mèxic, amb seu a la ciutat d'Heroica Nogales.

## Economia
Entre les indústries principals es troben les maquiladores, compta amb 33 maquiladores que donen ocupació a més o menys 14.000 persones, els girs principals de les quals són: peces de vestir, mobles de fusta, electrònica, material i equip per a hospitals, esportius, components per a computadores, per a radiocomunicació i de televisió, entre d'altres.